# Oxalis pedunculata
Oxalis pedunculata är en harsyreväxtart som först beskrevs av Chodat & Wilczek, och fick sitt nu gällande namn av A. Lourteig. Oxalis pedunculata ingår i släktet oxalisar, och familjen harsyreväxter. Inga underarter finns listade i Catalogue of Life.